# Семья Камалы Харрис
Семья Камалы Харрис — американская семья ямайского и индийского происхождения, состоящая из нескольких известных членов, известные в области политики, науки и права. Родословная Харрис по материнской линии происходит из Тамилнада, Индия, а её отца — из Сент-Энн, Ямайка.

## Родословная
Камала Харрис имеет афроямайские корни по отцовской линии и индийские по материнской линии. Мать Камалы, Шамала Гопалан, происходила из семьи тамильских брахманов, «привилегированной элиты» в древней кастовой иерархии индуизма. Отец Камалы, Дональд Харрис, написал в отчёте о своей семейной родословной, что фамилия Харрис происходит от его деда по отцовской линии Джозефа Александра Харриса, землевладельца и экспортёра сельскохозяйственной продукции, и что его бабушка по отцовской линии мисс Криши была потомком Гамильтона Брауна, владельца плантации и рабовладельца. Однако Snopes оценил это утверждение как недоказанное в ожидании дальнейших исследований. Snopes отметил, что Харрис допустил ошибки в некоторых важных датах, которые он указал для рождения и смерти своих бабушки и дедушки. Дедушка Камалы по материнской линии, П. В. Гопалан, был кадровым государственным служащим, в конечном итоге занимал должность секретаря правительства Индии в Министерстве труда и занятости.

## Ближайшие родственники
|                         |                         |                         |                         | Керстин Эмхофф (род. 1967) | Керстин Эмхофф (род. 1967) | Керстин Эмхофф (род. 1967) | Керстин Эмхофф (род. 1967) | Керстин Эмхофф (род. 1967) | Керстин Эмхофф (род. 1967) |                         |                         |                         |                         |  |  | Дуг Эмхофф (род. 1964) | Дуг Эмхофф (род. 1964) | Дуг Эмхофф (род. 1964) | Дуг Эмхофф (род. 1964) | Дуг Эмхофф (род. 1964) | Дуг Эмхофф (род. 1964) |  |  |  |  | Камала Харрис (род. 1964) | Камала Харрис (род. 1964) | Камала Харрис (род. 1964) | Камала Харрис (род. 1964) | Камала Харрис (род. 1964) | Камала Харрис (род. 1964) |  |  |
|                         |                         |                         |                         | Керстин Эмхофф (род. 1967) | Керстин Эмхофф (род. 1967) | Керстин Эмхофф (род. 1967) | Керстин Эмхофф (род. 1967) | Керстин Эмхофф (род. 1967) | Керстин Эмхофф (род. 1967) |                         |                         |                         |                         |  |  | Дуг Эмхофф (род. 1964) | Дуг Эмхофф (род. 1964) | Дуг Эмхофф (род. 1964) | Дуг Эмхофф (род. 1964) | Дуг Эмхофф (род. 1964) | Дуг Эмхофф (род. 1964) |  |  |  |  | Камала Харрис (род. 1964) | Камала Харрис (род. 1964) | Камала Харрис (род. 1964) | Камала Харрис (род. 1964) | Камала Харрис (род. 1964) | Камала Харрис (род. 1964) |  |  |
|                         |                         |                         |                         |                            |                            |                            |                            |                            |                            |                         |                         |                         |                         |  |  |                        |                        |                        |                        |                        |                        |  |  |  |  |                           |                           |                           |                           |                           |                           |  |  |
|                         |                         |                         |                         |                            |                            |                            |                            |                            |                            |                         |                         |                         |                         |  |  |                        |                        |                        |                        |                        |                        |  |  |  |  |                           |                           |                           |                           |                           |                           |  |  |
| Коул Эмхофф (род. 1994) | Коул Эмхофф (род. 1994) | Коул Эмхофф (род. 1994) | Коул Эмхофф (род. 1994) | Коул Эмхофф (род. 1994)    | Коул Эмхофф (род. 1994)    |                            |                            | Элла Эмхофф (род. 1999)    | Элла Эмхофф (род. 1999)    | Элла Эмхофф (род. 1999) | Элла Эмхофф (род. 1999) | Элла Эмхофф (род. 1999) | Элла Эмхофф (род. 1999) |  |  |                        |                        |                        |                        |                        |                        |  |  |  |  |                           |                           |                           |                           |                           |                           |  |  |

- Дуглас Эмхофф, муж Камалы Харрис. Эмхофф был женат 16 лет на продюсере Керстин Макин[англ.], от которой имеет двоих детей[5]. Он женился на Камале Харрис 22 августа 2014 года в Санта-Барбаре, Калифорния[6].
  - Коул Эмхофф (род. 1994), пасынок Камалы Харрис по браку с Дугом Эмхоффом. Эмхофф окончил Колорадский колледж со степенью бакалавра психологии. Эмхофф работал помощником в Endeavour, после чего устроился исполнительным помощником в Plan B Entertainment[7].
  - Элла Эмхофф (род. 1999), падчерица Камалы Харрис по браку с Дугом Эмхоффом. Элла окончила среднюю школу в Лос-Анджелесе в 2018 году, где была в команде по плаванию[8]. Сейчас она работает художницей, специализирующейся на одежде и текстиле в Parsons School of Design[9].

Камала Харрис также имеет младшую сестру Майю (род. 1967), которая работает юристом и телеведущей. Майя Харрис вышла замуж за адвоката Тони Уэста в июле 1998 года. Имеет дочь Мину (род. 1984), юриста и автора детских книг.